# ماه آبی است
ماه آبی است (به انگلیسی: The Moon Is Blue) نام فیلمی است که در سال ۱۹۵۳ به کارگردانی اتو پرمینگر ساخته شد.
مگی مک‌نامارا موفق شد برای بازی در این فیلم برای دریافت جایزه اسکار بهترین بازیگر نقش اول زن نامزد شود.